# Brett Garsed
Brett Garsed (Victoria, 20 april 1963) is een Australische fusiongitarist.

## Biografie
Garsed begon op 12-jarige leeftijd gitaar te spelen. Na ongeveer vijf jaar begon hij onderricht te nemen in klassieke gitaar om daardoor zijn vingerstijl-techniek te verbeteren.
In 1986 nam hij met John Farnham het album Whispering Jack op, dat tot het meest verkochte album in Australië telde. Tot 2006 werden er 1,68 miljoen exemplaren van verkocht en bereikte een 24-voudige platinastatus. Daarop volgden uitverkochte concert-tournees door Australië en Europa.
Vanaf 1989 speelde hij bij de rockband Nelson. Het debuutalbum After the Rain uit 1991 werd ook een succes, waarvan meer dan 3 miljoen exemplaren werden verkocht.
In het verloop van zijn carrière speelde hij o.a. met T.J. Helmerich, Derek Sherinian, Bobby Rock, Gary Willis en Dennis Chambers. Tot zijn vroege hoofdinvloeden telden Ritchie Blackmore, Jeff Beck, Jimmy Page, David Gilmour en Jimi Hendrix. Later behoorden ook Leo Kottke, Rory Gallagher, Allan Holdsworth en Eddie Van Halen tot zijn invloeden.

## Discografie

### Solo
- 2002 Big Sky
- 2011 Dark Matter

### Adrian's Wall
- 1987 Caught In The Web

### John Farnham
- 1986 Whispering Jack
- 1988 Age of Reason
- 1990 Chain Reaction
- 1991 Full House
- 1996 Romeo’s Heart

### Nelson
- 1990 After the Rain
- 1995 Because They Can
- 1997 Imaginator
- 2010 Perfect Storm - After The Rain World Tour 1991

### Garsed/Helmerich
- 1992 Quid Pro Quo
- 1994 Exempt
- 1999 Under the Lash of Gravity
- 2001 Uncle Moe’s Space Ranch
- 2007 Uncle Moe’s Space Ranch, Moe’s Town

### Derek Sherinian/Planet X
- 1999 Planet X
- 2009 Molecular Heinosity
- 2010 Quantum

### The Mark Varney Project
- 1991 Centrifugal Funk

### Bobby Rock
- 1996 Out Of Body

- Gemeinsame Normdatei: 134692373
- International Standard Name Identifier: 0000 0000 5604 4361
- MusicBrainz: 1ee5ebf9-5e02-46b8-8b88-71144099cd3a
- Virtual International Authority File: 6171168230303353080000